# 张铁男
张铁男（1933年—2019年9月14日），曾用名张铁弯，女，满族，辽宁辽阳人，中华人民共和国政治人物，曾任中共吉林省委统战部部长，吉林省政协副主席，第七、八届全国政协委员。